# Tacón de carrete

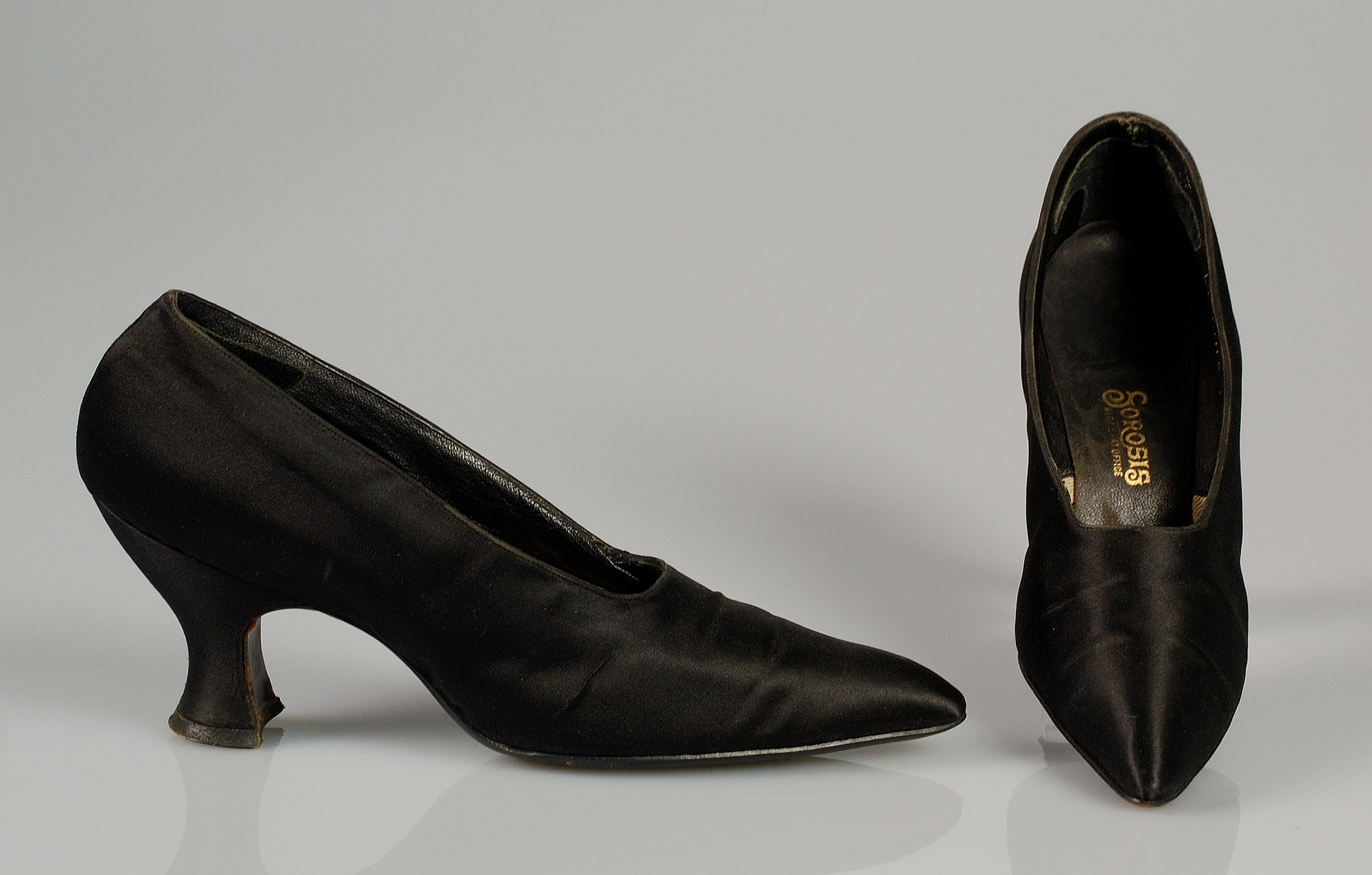
Zapatos de noche con tacón de carrete (1918), A.E. Little & Co.

El tacón de carrete es un tipo de tacón que es ancho arriba y abajo y más estrecho en el centro, como un carrete de hilo o un reloj de arena. Estos tacones fueron los presentes en los zapatos occidentales desde la época barroca y rococó hasta los años 1930, en que se generalizaron los tacones cónicos, anchos arriba y que se estrechan hacia abajo.